# علي أباد (أسكو)
علي أباد هي قرية في مقاطعة أسكو، إيران. عدد سكان هذه القرية هو 235 في سنة 2006.